# Municipio de Battle Plain
El municipio de Battle Plain (en inglés: Battle Plain Township) es un municipio ubicado en el condado de Rock en el estado estadounidense de Minnesota. En el año 2010 tenía una población de 199 habitantes y una densidad poblacional de 2,12 personas por km².

## Geografía
El municipio de Battle Plain se encuentra ubicado en las coordenadas 43°48′56″N 96°6′5″O / 43.81556, -96.10139. Según la Oficina del Censo de los Estados Unidos, el municipio tiene una superficie total de 94.01 km², de la cual 93,97 km² corresponden a tierra firme y (0,04 %) 0,04 km² es agua.

## Demografía
Según el censo de 2010, había 199 personas residiendo en el municipio de Battle Plain. La densidad de población era de 2,12 hab./km². De los 199 habitantes, el municipio de Battle Plain estaba compuesto por el 98,49 % blancos, el 0,5 % eran de otras razas y el 1,01 % eran de una mezcla de razas. Del total de la población el 1,51 % eran hispanos o latinos de cualquier raza.